# Er Piu' (Storia D'Amore E Di Coltello)
Er Piu' (Storia D'Amore E Di Coltello) (укр. «Найкращий (Історія кохання і кинджала)») — студійний альбом італійського співака та кіноактора Адріано Челентано, що вийшов у 1971 році на лейблі «Clan Celentano».

## Про альбом
Альбом містив як самостійні пісні, так і саундтреки до однойменного фільму «Історія кохання і кинджала» (1971). Диск вийшов на підтримку до цього фільму. Обкладинкою альбому послужив кадр з фільму, що зображував головних персонажів картини — Ніно Петроні (Челентано) і Розу Турбіне (Клаудія Морі). Сюжет картини побудовано за мотивами пісні «Una storia d'amore e di coltello», написаної режисером фільму Серджо Корбуччі і Джино Сантерколе.
Музика альбому виконана у жанрах джаз, рок і поп. Всі треки сторони «А» LP-платівки представлені інструментальною музикою. Аранжування до альбому створили Нандо Де Лука, Натале Массара і Карло Рустікеллі. Цифри продажу альбому були невеликими.
До альбому увійшла пісня «Sotto le lenzuola» («Під простирадлом»), з якою, 26 лютого 1971 року, Челентано посів 5 місце на фестивалі «Санремо». У бек-вокалі її альбомної версії взяла участь Клаудія Морі. Також існує версія цієї композиції у виконанні хору італійської народної пісні — «Coro Alpino Milanese» («Міланський альпійський хор»). Челентано запрошував цей хор для виконання пісні на фестиваль і телебачення. Пісня «Sotto le lenzuola» посіла 5 позицію в італійському чарті навесні 1971 року, також вона виконувалася Челентано на щотижневій музичній телепередачі «Teatro 10» (1971).
Іншими найпопулярнішими піснями альбому стали: «Una Storia come questa», посіла 10 позицію у чартах і «Er Più», посіла 14 позицію.
Спочатку випуск альбому був запланований на осінь 1970 року, одночасно з прем'єрою однойменного фільму. Але так як вихід фільму затримувався, то альбом вийшов після участі Челентано у фестивалі в Сан-Ремо.
Спочатку альбом випускався на LP в Італії та Іспанії. 1996 року в Італії вийшло ремастоване перевидання альбому на CD. Чотири пісні з альбому випускалися як сингли. «Sotto Le Lenzuola» випускалася в Італії, Австрії і Німеччині. Пісні «Una Storia Come Questa», «Una storia d'amore e di coltello» і «Er Più» випускалися в Італії, Іспанії, Австрії і Німеччині.

## Трек-лист
LP
Сторона «A»
| #  | Назва                                                     | Автор                     | Тривалість |
| -- | --------------------------------------------------------- | ------------------------- | ---------- |
| 1. | «Tema di Er Più (інструментал)»                           | (музика Карло Рустікеллі) | 3:18       |
| 2. | «Una storia d'amore e di coltello (інструментал)»         | (музика Джино Сантерколе) | 3:25       |
| 3. | «Il valzer della taverna (інструментал)»                  | (музика Карло Рустікеллі) | 2:56       |
| 4. | «Er Più (інструментал)»                                   | (музика Карло Рустічеллі) | 3:12       |
| 5. | «Tema di una storia d'amore e di coltello (інструментал)» | (музика Джино Сантерколе) | 5:25       |

Сторона «Б»
| #     | Назва                              | Автор                                                              | Тривалість |
| ----- | ---------------------------------- | ------------------------------------------------------------------ | ---------- |
| 6.    | «Sotto le lenzuola»                | (текст Лучано Беретта і Мікі Дель Прете; музика Адріано Челентано) | 4:18       |
| 7.    | «Una storia come questa»           | (текст Мікі Дель Прете; музика Гоффредо Канаріні)                  | 4:26       |
| 8.    | «Non lo dico perché non lo so»     | (текст і музика Фіоренцо Фіорентіні)                               | 1:17       |
| 9.    | «Er Più»                           | (текст Лучано Беретта і Мікі Дель Прете; музика Карло Рустікеллі)  | 3:04       |
| 10.   | «Una storia d'amore e di coltello» | (текст Серджо Корбуччі; музика Джино Сантерколе)                   | 4:18       |
| 35:65 |                                    |                                                                    |            |

## Ліцензійне видання

### Альбом
| Назва                                                  | Лейбл                                        | Маркування   | Країна  | Рік      |
| ------------------------------------------------------ | -------------------------------------------- | ------------ | ------- | -------- |
| Er Piu' (Storia D'Amore E Di Coltello) (LP, Album)     | Clan Celentano                               | BFML/LP 602  | Італія  | 1971     |
| Er Piu' (Storia D'Amore E Di Coltello) (LP, Album)     | Clan Celentano                               | BFM/LP. 602A | Італія  | 1971     |
| Er Piu' (Storia D'Amore E Di Coltello) (LP, Album)     | Ariola                                       | I-885453     | Іспанія | 1972     |
| Er Piu' (Storia D'Amore E Di Coltello) (CD, Album, RE) | Clan Celentano                               | CLCD 344282  | Італія  | 1996     |
| Er Piu' (Storia D'Amore E Di Coltello) (CD, Album, RE) | Clan Celentano                               | SP 60832     | Італія  | 1996     |
| Er Piu' (Storia D'Amore E Di Coltello) (CD, Album, RE) | Sony Music Russia, Clan Celentano            | 497151 0     | Росія   | 2003     |
| Er Piu' (Storia D'Amore E Di Coltello) (CD, Album)     | Sony BMG Music Entertainment, Clan Celentano | 497151 0     | Україна | невідомо |

### Сингли з альбому
| Назва                                                                        | Лейбл                          | Маркування          | Країна    | Рік  |
| ---------------------------------------------------------------------------- | ------------------------------ | ------------------- | --------- | ---- |
| Sotto Le Lenzuola/Il Forestiero (7", Single)                                 | Clan Celentano, Clan Celentano | BF.70000, BF-70000  | Італія    | 1971 |
| Sotto Le Lenzuola/Il Forestiero (7", Single)                                 | Ariola                         | 14 859 AT           | Австрія   | 1971 |
| Sotto Le Lenzuola/Il Forestiero (7", Single)                                 | Ariola                         | 14 859 AT           | Німеччина | 1971 |
| Una Storia Come Questa/Brutta (7")                                           | Clan Celentano                 | BF 70010            | Італія    | 1971 |
| Una Storia Come Questa/Brutta (7")                                           | Ariola                         | 10.309-A            | Іспанія   | 1971 |
| Una Storia Come Questa/Brutta (7", Single)                                   | Ariola                         | 10 309 AT           | Австрія   | 1971 |
| Una Storia Come Questa/Brutta (7", Single)                                   | Ariola                         | 10 309 AT           | Німеччина | 1971 |
| Storia D'Amore E Di Coltello/Er Più (7")                                     | Clan Celentano, Clan Celentano | BF. 70015, BF 70015 | Італія    | 1971 |
| Er Piu'/Storia D'Amore E Di Coltello (7", Jukebox)                           | Clan Celentano                 | JBBF 70015          | Італія    | 1971 |
| Er Più/Una Storia D'Amore E Di Coltello (7", Single)                         | Ariola                         | 10.757-A            | Іспанія   | 1971 |
| Una Storia D'Amore E Di Coltello/Er Piu' (7", Single)                        | Ariola                         | 10 757 AT           | Німеччина | 1971 |
| Una Storia D'Amore E Di Coltello/Er Piu' (7", Single)                        | Ariola                         | 10 757 AT           | Австрія   | 1971 |
| Storia D'Amore E Di Coltello/Er Più/Preghero/Il Ragazzo Della Via Gluck (7") | Orlador                        | CIX1167 V           | Іспанія   | 1972 |
| Una Storia Come Questa/Il Balordo (Vinyl, 7", 45 RPM, Jukebox)               | Clan Celentano                 | BF JB 70011         | Італія    | 1971 |
| Sotto Le Lenzuola/Barbarella (7", Jukebox)                                   | Clan Celentano                 | BF 70004            | Італія    | 1971 |